# Улица Фрунзе (Екатеринбург)
Улица Фру́нзе (до 1938 — 2-я За́городная улица) расположена между улицей Серова и улицей Цвиллинга в южном жилом районе Екатеринбурга, пересекает территорию Ленинского административного района города. Направлена с запада на восток, общая протяженность улицы — 1900 м. Своё современное название улица получила в честь советского военачальника М. В. Фрунзе.

## История и достопримечательности
Застройка улицы была начата в 1870-е годы. Улица входила в систему т. н. семи «номерных» загородных улиц. На плане города 1888 года 2-я Загородная улица представлена двухсторонней застройкой между 1-м Уктусским переулком (Уктусская улица) и улицей Байнауховской (Белинского). В 1930-х началась интенсивная застройка южной загородной территории Екатеринбурга, в связи с чем улица Фрунзе в средней части влилась в Цыганскую площадь, пространство которой с 1927 года занял трамвайный парк Южного трамвайного депо.
На начало XXI века на улице находятся Свердловский инструментальный завод, городское УВД и жилая многоэтажная застройка.